# Martin Rade
Paul Martin Rade, född den 4 april 1857 i Rennersdorf vid Herrnhut, död den 9 april 1940 i Frankfurt am Main, var en tysk evangelisk teolog.
Rade blev efter studier i Leipzig, där han särskilt av Adolf Harnack mottog avgörande intryck, 1882 kyrkoherde i Schönbach, 1892 
vid Paulskyrkan i Frankfurt am Main, 1900 docent i Marburg och 1904 extra ordinarie professor där. Rade blev mest känd som huvudredaktör för veckoskriften Die christliche Welt. Uppsatt 1886 av Rade i förening med Wilhelm Bornemann, Friedrich Loofs och Paul Drews, utvecklade sig denna tidskrift, som under sitt första år utkom under titeln Evangelisch-lutherisches Gemeindeblatt für die gebildeten Glieder der evangelischen Kirche, så småningom under Rades energiska och skickliga ledning till Tysklands mest betydande och inflytelserika, populära organ för teologiska och kyrkliga frågor. I tidskriften, som från början sade sig inte vilja tjäna något särskilt parti eller någon viss skola, medverkade personer av vitt skilda ståndpunkter. Dock framträdde den alltid som ett organ för de liberalare riktningarna; var det under dess tidigare period den ritschlska teologin, som dominerade, stod den senare under starkt inflytande av den så kallade religionshistoriska skolan. Kring denna tidskrift växte, likaledes på Rades initiativ, en hel serie av nya företag upp. Så utkom från 1891, som en självständig veckoskrift under Rades redaktion, "Chronik der christlichen Welt", en synnerligen värdefull översikt över viktigare tilldragelser på det kyrkliga och andliga livets område. I publikationen "Hefte zur christlichen Welt" samlade Rade ett stort antal längre uppsatser av olika författare i huvudtidskriftens anda. Alltifrån början af tidskriftens tillvaro hade det blivit brukligt, att de därför intresserade kretsarna, de så kallade "Freunde der christlichen Welt", vid lämpliga 
tillfällen samlades för diskussion av aktuella frågor; från 1892 hölls årligen en sådan, sedermera för alla tillgänglig, sammankomst. Slutligen bildades på Rades förslag 1903 en "Vereinigung der Freunden der christlichen Welt" i syfte att praktiskt arbeta för reformer på olika områden i den av tidskriften representerade riktningen. Även på andra områden framträdde Rade som initiativtagare; så var han medstiftare av den Evangelisk-sociala kongressen. Från 1907 var han också jämte Wilhelm Herrmann utgivare av "Zeitschrift für Theologie und Kirche", Tysklands mest betydande vetenskapliga organ för systematisk teologi. Även som teologisk författare var Rade livligt verksam. Bland hans arbeten kan nämnas en brett anlagd, populär Lutherbiografi, Dr. Martin Luthers Leben, Thaten und Meinungen (3 band, 1884–1887), Die Religion im modernen Geistesleben (1898), Die religiös-sittliche Gedankenwelt unserer Industriearbeiter (samma år) och Die Stellung des Christentums zum Geschlechtsleben (1910).